# 橿子栎
橿子栎（学名：Quercus baronii）为壳斗科栎属的植物，为中国的特有植物。分布于中国大陆的湖北、河南、四川、甘肃、陕西、山西等地，生长于海拔500米至2,700米的地区，多生长在山坡、山谷杂木林中及石灰岩山地，目前尚未由人工引种栽培。

## 异名
- Quercus baronii Skan var. capillata (Kozlov) Liou
- Quercus baronii Skan var. pendula S. Y. Wang et C. L. Chang
- Quercus lanceolata S. Z. Qu et W. H. Zhang